# Klobusiczky József
Klobusiczi és zethényi Klobusiczky József (Fehérgyarmat, 1756. április 5. – Pozsony, 1826. február 8.) császári és királyi kamarás, valóságos belső titkos tanácsos, fiumei kormányzó, Borsod vármegye főispánja.

## Élete
A fiumei kormányszék titkára volt, majd 1770-ben a magyar királyi helytartótanács titkára, később tanácsosa lett. 1801 és 1809 között Fiume város és környékének kormányzója. 1803-ban Klobusiczky szerint a Fiumében bejegyzett magyar kereskedelmi flotta 38 hajóból állt. 1805-ben a francia csapatok rövid időre megszállták Fiumét. 1807-ben kormányzósága idején szentesítette I. Ferenc király a Fiumét bekebelező törvényt. 1809. október 14-én a schönbrunni béke szerint adta át Fiumét a francia hódítóknak. Az így tisztség nélkül maradt nemest 1810-ben Borsod vármegye főispánjává nevezték ki, mely címet haláláig viselte. Lonovics József, a későbbi egri érsek tartott gyászünnepélyt és emlékbeszédet fölötte a miskolci templomban 1826. május 10-én.

## Munkái
- Borsodvármegye főispányi méltóságába lött beigtatásakor mondott beszéde. Miskolcz, 1810.
- Miskolczon tartott restaurationalis közgyűlés alkalmatos ságával elmondott oratioi. Miskolcz, 1815.
- Beszéde (Győry Ferencz úrnak mélt. Radványi gróf ns. Bács és Bodrogh törv. egyesült vármegyék főispánjának ... 1825. Pünkösd hava 30. napján szab. kir. Zombor városában, főispányi hivataljában történt beiktatása alkalmával mondott beszédek. Szeged cz. munkában Győry Ferencz és Antunovitz Albert beszédeivel együtt.)
- Buzdító levele Borsodvármegye elől ülőihez...